# 6ТД
6ТД (6-цилиндровый танковый двигатель) — семейство двухтактных оппозитных 6-цилиндровых дизельных двигателей. 
После принятия на вооружение основного танка Т-64А встал вопрос о дальнейшем повышении его характеристик, поскольку новые западные основные танки первой половины 1970-х годов стали превосходить стоявшие на вооружении советские основные и средние танки по подвижности. Основные работы были направлены на совершенствование силовой установки. 
Двигатель 5ТДФ работал почти на пределе возможностей, дальнейшее его форсирование было на тот момент невозможно, поэтому для повышения мощности до 1 000 л. с. было предложено перейти к 6-цилиндровой схеме. Предложение получило одобрение в Министерстве оборонной промышленности CССР. В 1975 году в ХКБМ на заводе имени Малышева была начата опытная конструкторская работа под руководством Н. К. Рязанцева. 
В 1976 году был изготовлен первый опытный образец двигателя 6ТД-1, который прошёл чистовые и заводские испытания. В период с 1976 года по 1979 год были собраны три опытных танка «Объект 476». Боевые машины создавались на базе среднего танка Т-64А, однако использовали новую башню с улучшенными броневыми свойствами конструкции Н. А. Шомина. Кроме того, моторно-трансмиссионный отсек был переоборудован под установку двигателя 6ТД-1. 
Сейчас существуют модификации: 6ТД-1 (1 000 л.с.), 6ТД-1Р (1 000 л.с.), 6ТД-2Е (1 200 л.с.), 6ТД-3 (1 400 л.с.), предназначенные для установки на средние танки Т-80УД, Т-84, Т-64 «Булат» и другие. 6ТД и его модификации могут работать на различных видах топлива (дизельное топливо, бензин, керосин, топливо для реактивных двигателей) или их смесей в любой пропорции.

## Краткая история
В 1974—1979 гг. в ХКБМ параллельно с конструкторским сопровождением серийного производства танков Т-64А, а в дальнейшем Т-64Б и Т-64Б1, проводились ОКР по разработке моторно-трансмиссионного отделения (МТО) с новым, более мощным двигателем 6ТД для серийных танков Т-64А, Т-64Б и Т-64Б-1. В 1975 году был разработан технический проект танка, оснащенного новым МТО, а в феврале 1976 г. к XXV съезду КПСС на базе танка Т-64Б были изготовлены три опытных танка «Объект 476» (проект «Кедр») с этим двигателем.

### Использование
В 1978-1979 годах новые танки, с этими двигателями, проходили всесторонние испытания во всех климатических зонах СССР. В октябре 1979 г. по результатам проведенных испытаний двигатель 6ТД был рекомендован к серийному производству. Решением коллегии МО СССР от 5 января 1978 г. и Министерства оборонной промышленности СССР от 26 июля 1978 г. новый танковый двигатель 6ТД запустили в серийное производство. 
25 января 1979 г. была утверждена техническая документация по модернизации серийных танков Т-64А, Т-64АК, Т-64Б и Т-64Б-1. Модернизированные танки приняты на вооружение приказом МО СССР №0262 от 21 декабря 1981 года под марками Т-64АМ, Т-64АКМ, Т-64БМ и Т-64Б-1М. Но серийное производство танков с этим двигателем так и не было организовано из-за ряда политических и экономических причин.
В декабре 2020 года специалисты завода имени Малышева презентовали делегации Бразилии собственную концепцию модернизации бразильских танков М60, предусматривающую установку нового моторно-трансмиссионного отделения с двигателем 6ТД-2 и реверсной трансмиссией.
Программа модернизации танков Т-64 «Краб» предусматривает ремоторизацию танка с установкой двигателя 6ТД мощностью 1200 л.с., вместо 5ТДФМ.
В 2021 году началась модернизация танков Т-64БМ «Булат» до уровня Т-64БМ2 «Булат» путем установки двигателя 6ТД-1 мощностью 1000 л.с.

## Тестирование двигателя 6ТД-2 американцами[5]
Тестирование выявило следующие недостатки:
- Очень малая теплоотдача.
- Повышенная дымность.
- Спорный ресурс.
- Плохой показатель потребления топлива при частичной нагрузке.

## Операторы

### Украина
Применяется в модернизированных версиях танков класса Т-64 и Т-84.

### Турция
14 марта 2017 года был подписан меморандум о сотрудничестве между главами правительств Украины и Турции, согласно которому для турецкого танка «Altay» предполагалась поставка двигателя 6ТД-3. Осенью 2021 года в рамках международной выставки Saha Expo-2021, которая проходила с 10 по 13 ноября в Стамбуле, Украина предложила оснастить дизельным оппозитным 6-цилиндровым двухтактным двигателем 6ТД-2 новую турецкую 155-мм САУ Firtina II на гусеничном шасси.

### Пакистан
На международной выставке IDEAS 2016 был заключен договор о поставках новых двигателей 6ТД-3 мощностью 1400 л.с. производства «Харьковское КБ по двигателестроению» между «Укрспецэкспортом» и Пакистанской компанией Heavy Industries Taxila для замены двигателей 6ТД-2 на танках Al-Khalid и модернизации этого танка до версии Al-Khalid 2.
В июне 2017 года на предприятие Spares Depot EME было поставлено 8 единиц двигателей 6ТД-2 на общую сумму $3,008 млн. Кроме того на сумму в $1,128 млн было поставлено три двигателя 6ТД-1 459И.ТУ.
Государственная компания «Укрспецэкспорт» в январе 2018 года поставила для пакистанского предприятия Spares Depot EME комплект запасных частей к танку «Al-Khalid» на общую сумму в $1,128 млн: двигатели 6ТД-2 459М.ТУ в количестве 3-х единиц и в количестве 6 единиц двигатели 6ТД-1 459И.ТУ, которые предназначены для использования на танках Т-80УД.
В марте 2020 года Государственная компания «Укрспецэкспорт» поставила для Heavy Industries Taxila и 304 Spares Depot EME (Пакистан) десять танковых двигателей 6ТД-2459М.ТУ и 6ТД-1459И.ТУ на общую сумму $4,295 млн. Предыдущая партия из 10 двигателей была отгружена в январе этого года. Кроме того, в Пакистан поставлялось испытательное оборудование и запчасти для танков и танковых двигателей.

## Характеристики
| Параметры                                    | Двигатель                                           | Двигатель     | Двигатель             | Двигатель             | Двигатель        |                  |
| -------------------------------------------- | --------------------------------------------------- | ------------- | --------------------- | --------------------- | ---------------- | ---------------- |
| Параметры                                    | 6ТД-1                                               | 6ТД-1Р        | 6ТД-2Е                | 6ТД-3                 | 6ТД-4            | 6ТД-5            |
| Использование                                | Танки Т-80УД, модернизация Т-72, а также Объект 476 | «БРЭМ-84»     | Танк Т-84, БМ «Оплот» | Танк Т-84, БМ «Оплот» | Проект двигателя | Проект двигателя |
| Габариты, мм                                 | 1602х955х581                                        | 1602х1093х581 | 1602х955х581          | 1602х955х581          | 2100х1105х606    | 2100х1105х606    |
| Масса, кг                                    | 1180                                                | 1220          | 1180                  | 1220                  | 1900             | 1900             |
| Давление наддува, МПа (кгс/см²)              | 0,185 (1,85)                                        | 0,185 (1,85)  | 0,226 (2,3)           | 0,26 (2,6)            | 0,29 (2,9)       | 0,35 (3,5)       |
| Удельный расход воздуха, кг/с                | 1,55                                                | 1,55          | 1,85                  | 2                     | 2,5              | 3                |
| Оборотов в минуту                            | 2800                                                | 2800          | 2600                  | 2800                  | 2450             | 2800             |
| Удельный расход топлива, г/ л.с.-ч (г/кВт⋅ч) | 158 (215)                                           | 158 (215)     | 155 (211)             | 160 (218)             | 155 (211)        | 186 (253)        |
| Рабочий объём, л.                            | 16,3                                                | 16,3          | 16,3                  | 16,3                  | 25,85            | 25,85            |
| Количество цилиндров                         | 6                                                   | 6             | 6                     | 6                     | 6                | 6                |
| Ход поршня, мм                               | 2х120                                               | 2х120         | 2х120                 | 2х120                 | 2х140            | 2х140            |
| Диаметр цилиндра, мм                         | 120                                                 | 120           | 120                   | 120                   | 140              | 140              |
| Мощность л.с. (кВт)                          | 1000 (735)                                          | 1000 (735)    | 1200 (882)            | 1400 (1029)           | 1500 (1100)      | 1800 (1300)      |
| Габаритная мощность, л.с./м³ (кВт/м³)        | 1124 (826)                                          | 1124 (826)    | 1350 (992)            | 1574 (1157)           | 1210 (887)       | 1450 (1064)      |
| Удельная масса, кг/л.с. (кг/кВт)             | 1,18 (1,61)                                         | 1,22 (1,66)   | 0,98 (1,34)           | 0,86 (1,17)           | 1,27 (1,73)      | 1,06 (1,4)       |

## Двигатели ТД
Двигатели ТД:
- 5ТД — 5-цилиндровая версия танкового двигателя.
- 3ТД — 3-цилиндровая версия танкового двигателя.